# Muay Thái tại Đại hội Thể thao Thế giới 2017
Cuộc thi Muay Thái tại Đại hội Thể thao Thế giới 2017 diễn ra từ ngày 28 tháng 7 đến 30 tháng 7, ở Wrocław, Ba Lan, tại Orbita Hall.

## Các quốc gia tham dự
- Áo (1)
- Belarus (6)
- Bulgaria (1)
- Canada (1)
- Trung Quốc (1)
- Đài Bắc Trung Hoa (1)
- Síp (1)
- Cộng hòa Séc (2)
- Phần Lan (1)
- Pháp (3)
- Đức (1)
- Iran (3)
- Iraq (1)
- Israel (1)
- Ý (1)
- Jordan (1)
- Kazakhstan (4)
- Liban (1)
- Malaysia (2)
- México (1)
- Maroc (3)
- New Zealand (1)
- Perú (3)
- Philippines (1)
- Ba Lan (11)
- Bồ Đào Nha (2)
- Nga (6)
- Slovenia (1)
- Nam Phi (1)
- Hàn Quốc (1)
- Tây Ban Nha (2)
- Thụy Điển (3)
- Thái Lan (5)
- Thổ Nhĩ Kỳ (3)
- Ukraina (6)
- Hoa Kỳ (2)
- Việt Nam (2)

## Bảng xếp hạng huy chương
| 1     | Ukraina      | 3  | 1  | 0  | 4  |
| 2     | Thái Lan     | 2  | 1  | 1  | 4  |
| 3     | Nga          | 1  | 3  | 2  | 6  |
| 4     | Thụy Điển    | 1  | 1  | 0  | 2  |
| 5     | Belarus      | 1  | 0  | 1  | 2  |
| 5     | Kazakhstan   | 1  | 0  | 1  | 2  |
| 5     | Thổ Nhĩ Kỳ   | 1  | 0  | 1  | 2  |
| 8     | Việt Nam     | 1  | 0  | 0  | 1  |
| 9     | Iran         | 0  | 2  | 0  | 2  |
| 10    | Ba Lan       | 0  | 1  | 1  | 2  |
| 11    | Phần Lan     | 0  | 1  | 0  | 1  |
| 11    | Tây Ban Nha  | 0  | 1  | 0  | 1  |
| 13    | Cộng hòa Séc | 0  | 0  | 1  | 1  |
| 13    | Israel       | 0  | 0  | 1  | 1  |
| 13    | Perú         | 0  | 0  | 1  | 1  |
| 13    | Hoa Kỳ       | 0  | 0  | 1  | 1  |
| Total | Total        | 11 | 11 | 11 | 33 |

## Vận động viên đoạt huy chương

### nam
| Nội dung     | Vàng                          | Bạc                           | Đồng                             |
| ------------ | ----------------------------- | ----------------------------- | -------------------------------- |
| Dưới 54 kg   | Elaman Sayasatov · Kazakhstan | Kevin Martinez · Tây Ban Nha  | Aslanbek Zikreev · Nga           |
| Dưới 57 kg   | Wiwat Khamtha · Thái Lan      | Aleksandr Abramov · Nga       | Almaz Sarsembekov · Kazakhstan   |
| Dưới 63.5 kg | Igor Liubchenko · Ukraina     | Ali Zarinfar · Iran           | Oskar Siegert · Ba Lan           |
| Dưới 67 kg   | Serhii Kuliaba · Ukraina      | Vladimir Kuzmin · Nga         | Anueng Khatthamarasri · Thái Lan |
| Dưới 71 kg   | Suppachai Muensang · Thái Lan | Masoud Minaei · Iran          | Gabrielle David Mazzetti · Perú  |
| Dưới 75 kg   | Vital Hurkou · Belarus        | Vasyl Sorokin · Ukraina       | Ivan Grigorev · Nga              |
| Dưới 81 kg   | Ali Dogan · Thổ Nhĩ Kỳ        | Constantino Nanga · Thụy Điển | Mikita Shostak · Belarus         |
| Dưới 91 kg   | Oleh Pryimachov · Ukraina     | Łukasz Radosz · Ba Lan        | Jakub Klauda · Cộng hòa Séc      |

### Nữ
| Nội dung   | Vàng                       | Bạc                      | Đồng                    |
| ---------- | -------------------------- | ------------------------ | ----------------------- |
| Dưới 51 kg | Bùi Yến Ly · Việt Nam      | Apasara Koson · Thái Lan | Janet Todd · Hoa Kỳ     |
| Dưới 54 kg | Sofia Olofsson · Thụy Điển | Valeriya Drozdova · Nga  | Meltem Baş · Thổ Nhĩ Kỳ |
| Dưới 60 kg | Svetlana Vinnikova · Nga   | Gia Winberg · Phần Lan   | Nili Block · Israel     |